# Dead Memories
«Dead Memories» —en español: «Recuerdos Muertos»— es una canción de la banda estadounidense de metal alternativo Slipknot. Fue lanzado el 1 de diciembre de 2008 como el segundo sencillo de su cuarto álbum de estudio All Hope Is Gone, que a su vez es la pista n.º 5 del mismo. Llegó a ocupar el número 19 del Modern Rock Tracks de la revista Billboard de los Estados Unidos.

## Significado de la canción
La canción trata sobre una inasistencia infernal, pero aun con sombras oscuras en ambos lados al mismo tiempo. Según el cantante Corey Taylor volcó la historia de sus últimos 10 años, de las cosas que lo atormentaban y decidió que era el momento de dejarlas pasar.

## Video musical
El video fue dirigido por P.R. Brown y Shawn Crahan.
En él muestra al vocalista Corey Taylor cantando por diferentes cuartos, en donde en cada cuarto ve a un miembro del grupo de la banda, como son en su personalidad y recordando cosas que ya está «muertas».
Como dato curioso, el videoclip fue grabado en reversa (Del final al principio).

## Lista de canciones
| Promo |                                                   |          |  |
| N.º   | Título                                            | Duración |  |
| 1.    | «Dead Memories» (Full Original Version)           | 3:41     |  |
| 2.    | «Dead Memories» (Full Length Alternative Version) | 3:57     |  |
| 3.    | «Dead Memories» (Radio Edit)                      | 3:38     |  |

| Descarga digital |                                       |          |  |
| N.º              | Título                                | Duración |  |
| 1.               | «Dead Memories» (Chris Lord-Alge Mix) | 3:58     |  |
| 2.               | «Dead Memories» (Video musical)       | 4:54     |  |

## Posicionamiento en listas
| Lista (2008-09)                         | Mejor posición |
| --------------------------------------- | -------------- |
| Estados Unidos (Modern Rock Tracks)     | 19             |
| Estados Unidos (Mainstream Rock Tracks) | 3              |
| Estados Unidos (Active Rock)            | 1              |
| Estados Unidos (Rock Songs)             | 25             |

| País           | Lista de fin de año (2008) | Posición | Ref.   |
| -------------- | -------------------------- | -------- | ------ |
| Estados Unidos | Mainstream Rock Tracks     | 8        | [ 9 ]  |
| Estados Unidos | Rock Songs                 | 35       | [ 10 ] |